# Pachetra grisescens
Pachetra grisescens är en fjärilsart som beskrevs av Schnaider 1950. Pachetra grisescens ingår i släktet Pachetra och familjen nattflyn. Inga underarter finns listade i Catalogue of Life.